# Bojarka
Bojarka (ukrainsk: Боярка, tr. Bojarka) er en by i Fastiv rajon i Kyiv oblast (region) i Ukraine, ca. 20 km SV fra Kyiv. Byen har en befolkning på omkring 35.312 (2021). Indbyggertallet i 2001 var 35.968.

## Historie
Der er spor af en gammel bebyggelse fra Kijevriget, herunder resterne af en gammel kirkegård. Jernbanen nåede byen i 1860'erne, hvorefter den blev et yndet feriested for kunstnere og forfattere, bl.a. komponisten Mykola Lysenko og forfatteren Sholom Aleichem. Den fiktive datscha-bebyggelse Boyberik, hvor begivenhederne i Aleichems fortællinger om Mælkebonden Tevye foregår, er baseret på Bojarka.
Kyiv oblasts børnehjem ligger i Bojarka.
Byen er også hjemsted for Bojarka metrologisk Center, der ejes af selskabet Naftogaz, som leverer kalibrering af gasflow-målere.